# Melomys
Melomys (Thomas, 1922) è un genere di Roditori della famiglia dei Muridi.

## Descrizione

### Dimensioni
Al genere Melomys appartengono roditori di piccole dimensioni, con lunghezza della testa e del corpo tra 90 e 185 mm, la lunghezza della coda tra 107 e 197 mm e un peso fino a 200 g.

### Caratteristiche craniche e dentarie
Il cranio è robusto e con il profilo convesso, le creste sopra-orbitali sono assenti. La scatola cranica è ampia. La bolla timpanica è estremamente ridotta.
Sono caratterizzati dalla seguente formula dentaria:

### Aspetto
La pelliccia è soffice, densa e lanosa, talvolta è alquanto lunga. I piedi sono larghi e robusti, adattati alla vita arboricola e provvisti di un alluce relativamente lungo. La coda è lunga circa quanto la testa ed il corpo ed è rivestita di scaglie sporgenti non sovrapposte ma disposte una a fianco all'altra in maniera simile alle tessere di un mosaico, ognuna corredata da uno a tre peli. Le femmine hanno 2 paia di mammelle inguinali.

## Distribuzione
Questo genere è diffuso in Australia, Nuova Guinea e in alcune isole vicine.

## Tassonomia
Il genere comprende 23 specie.
- M.cervinipes Group
  - Melomys aerosus
  - Melomys capensis
  - Melomys cervinipes
  - Melomys fraterculus
  - Melomys obiensis
  - Melomys rubicola
- M.rufescens Group
  - Melomys bougainville
  - Melomys cooperae
  - Melomys dollmani
  - Melomys matambuai
  - Melomys rufescens
  - Melomys paveli
- M.leucogaster Group
  - Melomys arcium
  - Melomys caurinus
  - Melomys fulgens
  - Melomys leucogaster
  - Melomys talaudium
- M.lutillus Group
  - Melomys bannisteri
  - Melomys burtoni
  - Melomys frigicola
  - Melomys howi
  - Melomys lutillus
- Melomys spechti †